# 後藤芝山
後藤 芝山（ごとう しざん、享保6年11月4日（1721年12月22日）- 天明2年4月3日（1782年5月14日））は、江戸時代中期の儒学者である。名は世鈞。字は守中。通称は弥兵衛。別号に竹風。

## 経歴
讃岐高松藩の生まれ。父は高松藩に仕えていたが、財政難により領内の芝山の麓に移住した。この帰農の時期に芝山は育てられた。儒学を志し、守屋義門及び菊池黄山の弟子となった。19歳の時に江戸に遊学し、林榴岡の弟子となり、昌平黌で学ぶ。33歳の時に帰国し、高松藩主松平頼恭の侍読となる。安永9年（1780年）松平頼真によって藩校講道館が設立され、初代総裁に就任した。芝山が創始した四書五経の訓点は後藤点と呼ばれ、広く世間に知れ渡った。門人には柴野栗山らがいた。
著書に『元明史略』（宝暦元年刊行）『宮詞一百首』（安永6年）『職原鈔考証』（安永6年成立）がある。